# 이상엽 (펜싱 선수)
이상엽(李相燁, 1972년 10월 2일 ~ )은 대한민국의 펜싱 선수로 주 종목은 에페이다. 1994년 그리스 아테네에서 열린 세계 선수권 대회에서 이상기, 윤원진, 구교동과 함께 대한민국 최초 펜싱 단체 에페 동메달을 획득하였다.